# George Gobel
George Gobel est un acteur américain né le 20 mai 1919 à Chicago, Illinois (États-Unis), décédé le 24 février 1991 à Encino (Californie). Il est surtout connu pour son programme télévisé hebdomadaire sur NBC, The George Gobel Show, qui a duré de 1954 à 1960 (la dernière saison sur CBS, en alternance avec The Jack Benny Program).

## Filmographie
- 1956 : Millionnaire de mon cœur (The Birds and the Bees) : George Hamilton
- 1958 : I Married a Woman de Hal Kanter : Marshall 'Mickey' Briggs
- 1973 : Saga of Sonora (TV)
- 1974 : 'Twas the Night Before Christmas (TV) : Father Mouse (voix)
- 1977 : Benny and Barney: Las Vegas Undercover (TV) : Drunk
- 1978 : Rabbit Test : The President (segment "Lee Ron Bob")
- 1978 : A Guide for the Married Woman (TV) : Hallway Man
- 1979 : The Day It Came to Earth : Prof. Bartholomew
- 1979 : Better Late Than Never (TV) : Captain Taylor
- 1980 : The Incredible Book Escape (TV) (voix)
- 1981 : Harper Valley P.T.A. (en) (série TV) : Mayor Otis Harper, Jr
- 1983 : The Invisible Woman (TV) : Dr. Farrington
- 1984 : Ellie : Preacher
- 1984 : The Fantastic World of D.C. Collins (TV) : Bergman
- 1985 : Alice au pays des merveilles (Alice in Wonderland) (TV) : Le Moucheron
- 1987 : Alice Through the Looking Glass (TV) : Humpty Dumpty (voix)